# Sintagma nominal

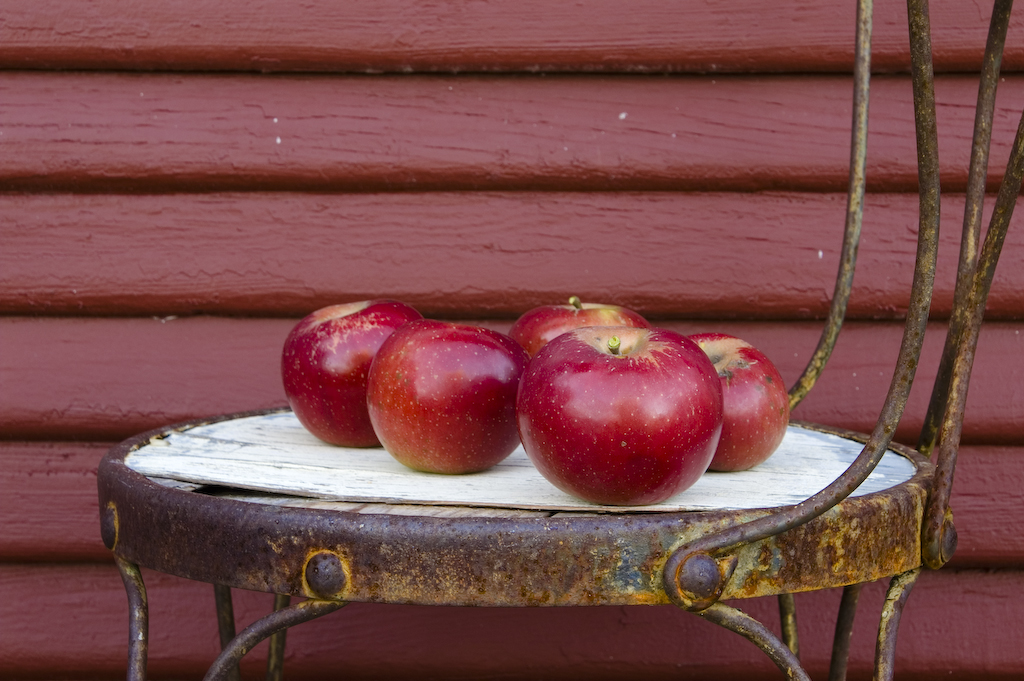
"Aquelles cinc belles pomes lluents d'en Joan de damunt la cadira"

El sintagma nominal (SN) és una categoria gramatical formada per un nom, un pronom o qualsevol paraula substantivada que fa de nucli. Molts cops aquest nucli té determinants i/o complements. Juntament amb el verb, forma l'estructura bàsica de l'oració.
Per tant, l'estructura bàsica d'un sintagma nominal és:
(Determinant) + Nucli + (Complement nominal)
En català, un grup nominal generalment és format per un nom envoltat d'altres elements (paraules) que d'alguna manera caracteritzen el nom. Dins una clàusula, un grup nominal funciona com si fos un substantiu, que s'anomena el cap; les unitats que precedeixen el cap s'anomenen modificadors anteriors, i les de després, modificadors posteriors. En el següent exemple d'un grup nominal, el cap és en negreta.
Aquelles cinc belles maduixes lluents d'en Jordi de damunt la cadira
En català el significat del lèxic es troba en gran manera en els grups nominals, envoltats pels modificadors anteriors i posteriors, i amb disponibilitat d'un recurs especial denominat equivalència temàtica, que ha evolucionat com una forma d'embalar el missatge d'una clàusula de la manera temàticament desitjada (per exemple, la clàusula [El que l'atrau al curs] és [la profunditat de la comprensió que proporciona] està estructurat com [grup nominal A] = [grup nominal B]). Moltes coses s'expressen més fàcilment amb construccions nominals, sobretot en els registres que tenen a veure amb el món de la ciència i la tecnologia, on les coses, i les idees que hi ha darrere, es multipliquen i proliferen contínuament.

## Els modificadors anteriors i posteriors
Pot haver-hi quatre tipus de grup nominal: el cap sol («pomes»), el cap amb els modificadors anteriors («Aquelles cinc belles pomes lluents d'en Joan»), amb el cap amb modificadors posteriors(«pomes damunt la cadira"), i l'estructura completa amb modificadors anteriors, el cap i modificadors posteriors, com s'indica a dalt. En aquest exemple, els modificadors anteriors caracteritzen el cap en el que es coneix com el nivell superior (vegeu Nivell més avall). En algunes gramàtiques tradicionals, tots aquests elements, llevat de «aquelles», fan referència als adjectius, però, cadascun té una funció gramatical molt diferent. Un epítet indica alguna qualitat del cap: «lluents» és un epítet experimentador, ja que descriu un qualitat objectiva que tots podem experimentar; al contrari, «belles» és un epítet interpersonal, ja que expressa l'actitud subjectiva del parlant envers les pomes i, per tant, en part una qüestió de la relació entre el parlant i l'oient. Els epítets interpersonals solen precedir els experimentadors dins el grup nominal.

## Nivell
Els modificadors posteriors contenen informació que és subcategoritzada. A l'exemple original anterior, «de damunt la cadira» és una frase preposicional incrustada dins el grup nominal; aquesta frase preposicional conté un grup nominal («la cadira»), que comprèn el cap («cadira»), i un díctic («la»), que indica si es refereix a algun subgrup específic en el cap. Al contrari, «Aquelles» és un díctic de nivell superior i s'aplica al cap de nivell més alt, «pomes»; i aquí «aquelles» vol dir «Vostè sap a quines pomes em referesc: a les d'allà».
L'escriptura sol presentar l'alternativa de nominalitzar una construcció. Per exemple, cada unitat de la llista següent comença amb un verb (en negreta):
A l'hora de preparar un article destacat, cal que els viquipedistes copiïn i editin el text, comprovin la neutralitat de tots els punts de vista, garantesquin que no hi ha continguts que no siguin lliures, i organitzin el material en seccions segons la lògica.
Aquests verbs es podrien nominalitzar per transmetre el sentit més formal, permanent, estable d'una acció o procés, com si cadascun fos un objecte o cosa, en lloc del sentit de fer actiu, dinàmic, transmès pels verbs en subjuntiu:
La preparació d'un candidat a article destacat requereix la còpia i edició del text, la comprovació de la neutralitat de tots els punts de vista, la garantia que no hi ha continguts que no siguin lliures i l'organització del material seccions segons la lògica.
La nominalització de les accions i dels processos és una mica més freqüent en el llenguatge escrit, que tendeix a expressar els significats com a estats més estables, permanents. Per contra, el primer exemple de dalt, en el qual les accions o processos s'expressen com a verbs, és més corrent en el llenguatge parlat. Tant en l'escrit com en l'oral, el cost d'aquestes nominalització en el major nombre de paraules i en una construcció més elaborada- s'han de sospesar amb l'avantatge de transmetre els subtils diferents punts de vista.

## Estructura
L'estructura del sintagma nominal pot adoptar diverses formes. S'anomena sintagma monorrèmic si només consta del nucli, que és un nom o element equivalent (un pronom o un element que actua com a tal pel procés de substantivació). Si posseeix més elements, aquests poden ser determinants o complements, que depenen del nucli (per això el sintagma nominal és concèntric i endocèntric: el nom dona nom a tot el grup i els elements sempre l'acompanyen).

### Determinants
Els determinants que poden acompanyar el nucli d'un sintagma nominal són:
articles: el noi
articles + possessius: el nostre cotxe
demostratius: aquella noia
numerals: tres bessones
indefinits: alguns dies
quantitatius: molts planetes
interrogatiu: quina sabata?
exclamatiu: quin estiu!

### Complements del nom
Les estructures que poden fer la funció de complement nominal són:
adjectiu qualificatiu: el gos petit
sintagma preposicional (preposició + sintagma nominal): cafè amb llet
nom en aposició: el riu Besós
oració subordinada adjectiva: la casa que compraré ...

## Funcions del sintagma nominal
Les funcions sintàctiques que pot realitzar un sintagma nominal en l'oració en català són:
subjecte: els joves prenien un refresc
complement directe: La mare farà un pastís
atribut: El metge és el meu cosí
complement predicatiu: Tothom el considera un lladre
complement circumstancial: En Ferran arribarà la propera setmana
complement del nom: Vam visitar el riu Llobregat